# Pure Grinding / For a Better Day
Albums de Avicii
The Days / Nights EP
(2014) Stories
(2015)
Pure Grinding / For a Better Day est un EP de deux pistes produit par le DJ suédois Avicii, qui contient le titre Pure Grinding et For a Better Day. L'EP est sorti le 28 août 2015 sous le label PRMD sur les plateformes de musiques en ligne. Pure Grinding inclut les voix et la composition de la chanson de Kristoffer Fogelmark et Earl St. Clair, alors que le chanteur-compositeur folk Alex Ebert fournit la voix sur For a Better Day.

## Liste des pistes
- Téléchargement digital

1. For a Better Day – 3 min 26 s
2. Pure Grinding – 2 min 52 s

## Historique de la sortie
| Date         | Format                 | Label |
| ------------ | ---------------------- | ----- |
| 28 août 2015 | Téléchargement digital | PRMD  |